# Embraer Phenom 300
El Embraer EMB-505 Phenom 300 es un avión ejecutivo ligero a reacción construido por la compañía brasileña Embraer. Puede transportar de 6 a 10 pasajeros con un alcance de vuelo de más de 3000 km. Tiene un precio aproximado de 9,45 millones de dólares en las condiciones económicas de enero de 2018. El avión está certificado para operación con un solo piloto y tiene una configuración flexible para hasta once ocupantes (incluyendo tripulación), con un aseo privado en la parte trasera de avión, una zona de descanso y un espacio para equipajes. A 45 000 pies de altura, el Phenom 300 está presurizado con una altura en cabina de 6 000 pies. El avión tiene punto único de repostaje a presión y servicio externo de limpieza de lavabo.
El prototipo del Phenom 300 hizo su primer vuelo el 29 de abril de 2008. Recibió su certificado de tipo el 3 de diciembre de 2009, entrando en servicio ese mismo mes. En 2013 el Phenom 300 fue el avión ejecutivo con más entregas. En marzo de 2019 Embraer entregó la unidad número 500, declarando que habían copado la mitad de la cuota de mercado desde 2012. El 31 de enero de 2020 Embraer anunció que implementaría una evolución del modelo con mejoras en aviónica, cabina y motores, creando la variante Phenom 300E. El Phenom 300E recibió su certificado de tipo en marzo de 2020.

## Componentes del Phenom 300E 2020

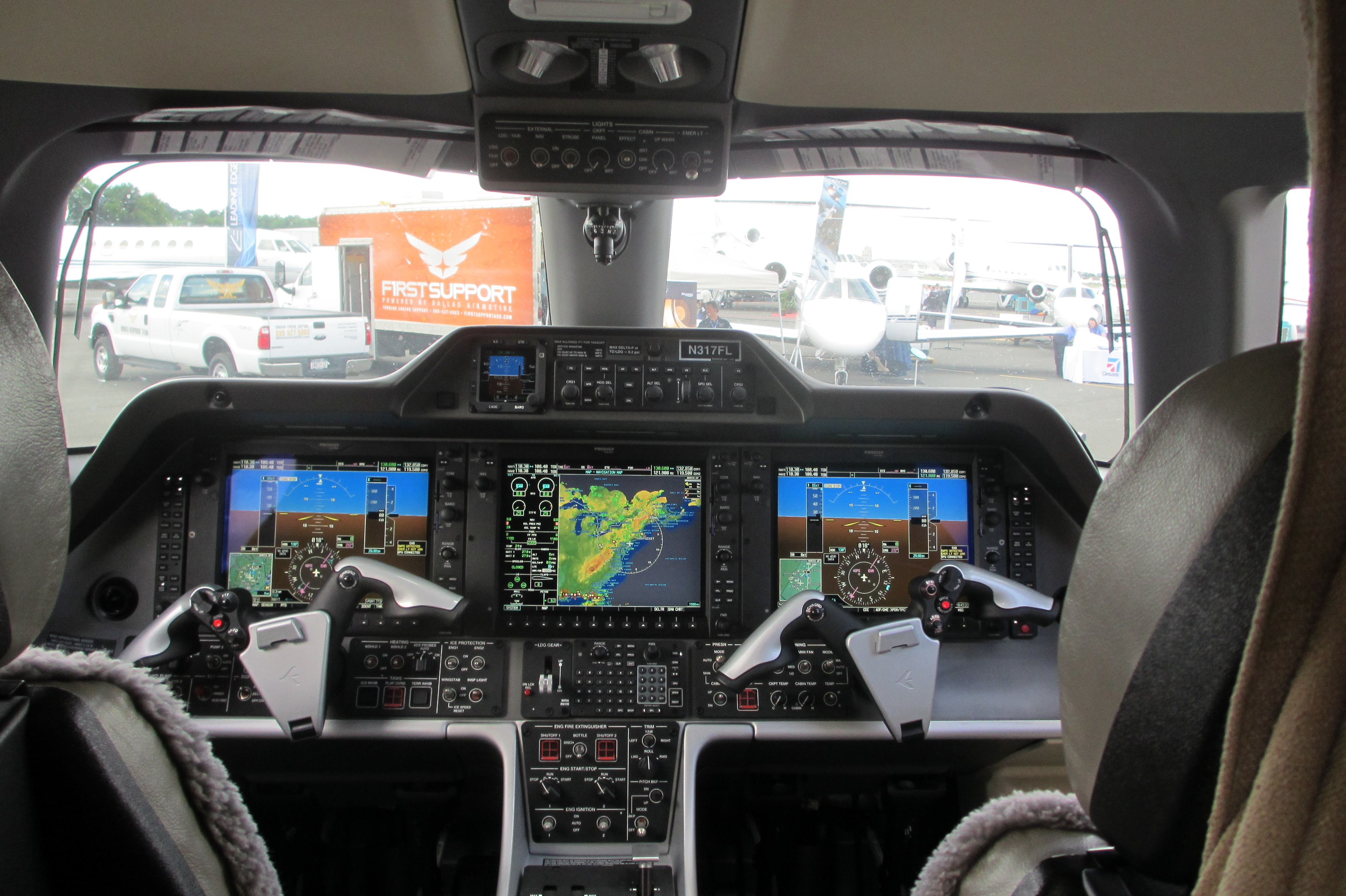
Cabina de mando

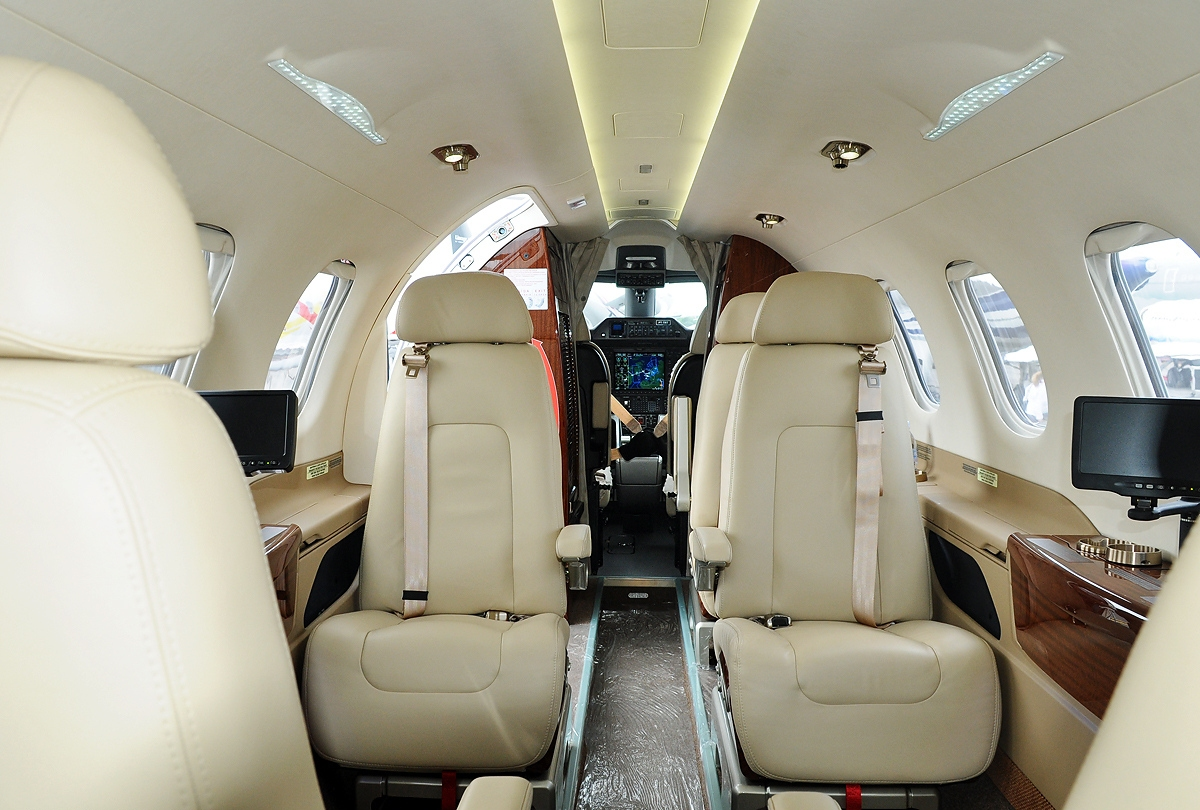
Cabina

Canadá -  Estados Unidos

### Electrónica
| Sistema                            | País                      | Fabricante            | Notas                |
| ---------------------------------- | ------------------------- | --------------------- | -------------------- |
| Sensores inteligentes multifunción | Bandera de Estados Unidos | UTC Aerospace Systems | 1 par de SmartProbes |
| ACAS II                            | Bandera de Estados Unidos | ACSS                  |                      |

### Propulsión
| Sistema | País              | Fabricante             | Notas       |
| ------- | ----------------- | ---------------------- | ----------- |
| Motor   | Bandera de Canadá | Pratt & Whitney Canada | 2 × PW535E1 |

## Operadores
Pakistán
- Fuerza Aérea de Pakistán: cuatro pedidos.

 Colombia
- Transporte Aéreo de Colombia: uno pedido.

 Reino Unido
Flairjet
SaxonAir
Catreus AOC
Voluxis
 Estados Unidos
Airshare
Flexjet
Flight Options
NetJets
Delta Private Jets
JetSuite
Clay Lacy Aviation
 Portugal
NetJets Europe
 Alemania
Air Hamburg
 Francia
Pan Européenne Air Service
SD Aviation
JetKey
Ixair
Evolem Aviation
 Malta
LuxWing
 Austria
SpeedWings
AvconJet
- Otros operadores privados

## Entregas
| Año                  | 2009 | 2010 | 2011 | 2012 | 2013 | 2014 | 2015 | 2016 | 2017 | 2018 | 2019 | 2020 | 2021 | 2022 | 2023 |
| -------------------- | ---- | ---- | ---- | ---- | ---- | ---- | ---- | ---- | ---- | ---- | ---- | ---- | ---- | ---- | ---- |
| Número de entregados | 1    | 26   | 42   | 48   | 60   | 73   | 70   | 63   | 54   | 53   | 51   | 50   | 56   | 59   | 63   |

## Especificaciones
Referencia datos: Folleto del Embraer Phenom 300 (9-1-2008)

### Características generales
- Tripulación: 1 o 2 pilotos
- Capacidad: 6 pasajeros en configuración normal. 10 máximo con las opciones de diván (2), cinturones en baño (1) y asiento del copiloto (1; en operación de piloto único)
- Longitud: 15,9 m
- Envergadura: 16,2 metros (53 pies 2 pulgadas)
- Altura: 5 metros (16 pies 4 pulgadas)
- Peso máximo al despegue: 7950 kg 17 526 lb
- Planta motriz: 2× Turbofán Pratt & Whitney Canada PW535.
  - Empuje normal: de empuje cada uno.

### Rendimiento
- Velocidad máxima operativa (Vno): 834 km/h
- Alcance: 3334 km (con reserva IFR y 6 pasajeros) 1800 nmi
- Radio de acción: km
- Alcance en combate: km
- Techo de vuelo: 13 700 m (45 000 pies)

### Desarrollos relacionados
- Embraer Phenom 100

### Aeronaves similares
- Grob G180 SPn
- Learjet 40
- Cessna Citation CJ4
- Raytheon Premier I
- Raytheon Hawker 400XP
- Pilatus 24